# Fiestas nacionales de Argentina
La siguiente es una lista de las fiestas nacionales que se realizan durante todo el año en la Argentina, ordenadas por mes en que se llevan a cabo.

## Enero
- Festival Nacional Folclore En El Agua (Villa Del Rosario, Córdoba)
- Fiesta Nacional del Mar y el Acampante. Balneario El Còndor. Río Negro
- Fiesta Nacional del Chorizo Artesanal (Club Deportivo Independiente) (Ataliva - Santa Fe)
- Festival Nacional de San Sebastián (Pomán - Catamarca).
- Festival Nacional de la Serenata (Villa de Soto - Córdoba)
- Fiesta Nacional del Arbolito (Chovet - Santa Fe)
- Fiesta Nacional de la Corvina (Herradura, Formosa)
- Festival Nacional Rivadavia Canta al País (Rivadavia, Mendoza)
- Feria Nacional de la Cereza (Los Antiguos, Santa Cruz)
- Feria de Artesanos Nacionales (Reconquista, Santa Fe)
- Fiesta Nacional y del Mercosur del Chamamé (Corrientes, Corrientes)
- Fiesta Nacional del Girasol (Carlos Casares, Buenos Aires)
- Fiesta Nacional de la Cebada Cervecera (Puan, Buenos Aires)
- Festival Nacional de Doma y Folklore de Jesús María (Jesús María, Córdoba)
- Festival Nacional del Malambo (Laborde, Córdoba)
- Fiesta Nacional del Olivo (Cruz del Eje, Córdoba)
- Festival Nacional de la Esquila (Río Mayo, Chubut)
- Fiesta Nacional de la Playa de Río (Concepción del Uruguay, Entre Ríos)
- Fiesta Nacional del Oro Blanco (Canals, Córdoba)
- Fiesta Nacional de los Pescadores del Sur (Puerto Rawson - Rawson, Chubut)
- Fiesta Nacional de Reinas Nacionales (Carlos Pellegrini, Santa Fe)
- Fiesta Nacional de la Pesca de la Boga (Concordia, Entre Ríos)
- Fiesta Nacional de la Jineteada y Folclore (Diamante, Entre Ríos)
- Fiesta Nacional del Lago (Federación, Entre Ríos)
- Fiesta Nacional del Lino (Lucas González, Entre Ríos)
- Fiesta Nacional del Mar (Mar del Plata, Buenos Aires)
- Fiesta Nacional del Carnaval Artesanal (Lincoln, Buenos Aires)
- Fiesta Nacional de la Fruta Fina(El Hoyo, Chubut)
- Festival Nacional del Folklore (Cosquín, Córdoba)
- Fiesta Nacional de los Pescadores (Mar del Plata, Buenos Aires)
- Fiesta Nacional del Cordero (Puerto Madryn, Chubut)
- Festival Nacional de la Papa (Villa Dolores, Córdoba)
- Fiesta Nacional del Camping (San Guillermo- Santa Fe)
- Fiesta Nacional del Chivo (Malargüe - Mendoza )
- Festival Nacional de la Cueca y el Damasco (La Dormida - Mendoza)
- Fiesta Nacional del Caballo y la Tradición (Ingeniero Luiggi, La Pampa)
- Fiesta Nacional del Trigo y el Pan (Eduardo Castex, La Pampa)
- Fiesta Nacional del Niño (Necochea, Buenos Aires)
- Fiesta Nacional del Chancho Asado con Pelo (San Andrés de Giles, Buenos Aires)
- Festival Nacional de la Gallina Hervida (Luyaba, Córdoba)
- Fiesta Nacional del Arte Callejero (Mina Clavero, Córdoba)
- Fiesta Nacional del Mate y los Artesanos de la Madera (Quines, San Luis)
- Fiesta Nacional El Fuerte de Andalgalá (Andalgalá, Catamarca)
- Fiesta Nacional del Mármol Ónix (La Toma, San Luis)
- Festival Nacional del Taninero (Puerto Tirol, Chaco)
- Festival Nacional de la Chacarera (Santiago del Estero, Santiago del Estero)
- Festival Nacional de la Nuez (Mutquin, Catamarca)
- Fiesta Nacional de la Pera “(Allen, Rio Negro)”
- Festival Nacional de Gato y Mancha (Alto Río Senguer, Chubut)

## Febrero
- Fiesta Nacional del Sol (San Juan), provincia de San Juan)
- Fiesta Nacional Santa Maria La Reina Del Yokavil (Santa María, Catamarca)
- Fiesta Nacional del Emprendado (Mar del Plata, Buenos Aires)[1]
- Fiesta Nacional del Tambo (James Craik, Córdoba)
- Festival Nacional de Peñas (Villa María, Córdoba)
- Fiesta Nacional del Senderismo (El Chaltén, Santa Cruz)
- Fiesta Nacional de la Familia Piamontesa (Luque, Córdoba)
- Fiesta Nacional del Asado (Cholila, Chubut)[2]
- Festival Nacional de la Salamanca (La Banda, Santiago del Estero)
- Festival Nacional de la Tonada (Tunuyán, Mendoza)
- Fiesta Nacional del Tren a Vapor (El Maitén, Chubut)
- Fiesta Nacional del Trigo (Leones, Córdoba)
- Fiesta Nacional del Valle del Sol (Merlo, San Luis)
- Festival Nacional del Cabrito (Recreo, Catamarca)
- Fiesta Nacional del Tabaco (Goya, Corrientes)
- Fiesta Nacional de la Frutihorticultura (Colonia Caroya, Córdoba)
- Fiesta Nacional del Automóvil (Balcarce, Buenos Aires)
- Fiesta Nacional del Cemento (Olavarría, Buenos Aires)
- Fiesta Nacional Encuentro Folclórico de la Sierra (Tandil, Buenos Aires)
- Fiesta Nacional del Carnaval (Corrientes, Corrientes)
- Fiesta Nacional del Salmón (Camarones, Chubut)
- Fiesta Nacional de la Artesanía (Colón, Entre Ríos)
- Festival Nacional del Chamamé del Norte Entrerriano (Federal, Entre Ríos)
- Fiesta Nacional de Pesca Variada de Río (La Paz, Entre Ríos)
- Fiesta Nacional de la Chaya (La Rioja, La Rioja)
- Fiesta Nacional de Viñador (Villa Unión, La Rioja)
- Fiesta Nacional del Té (Campo Viera, Misiones)
- Fiesta Nacional de la Manzana (General Roca, Río Negro)
- Fiesta Nacional del Golfo Azul (Las Grutas, Río Negro)
- Fiesta Nacional del Queso (Tafí del Valle, Tucumán)
- Fiesta Nacional del Carnaval de la Amistad (Maipú, Buenos Aires)
- Fiesta Nacional del Mar y el Acampante "(Balneario El Cóndor - Viedma, Río Negro)"
- Fiesta Nacional del Mate (Paraná, Entre Ríos)
- Fiesta Nacional del Río (Viedma, Río Negro)
- Fiesta Nacional de la Confluencia (Neuquén, Neuquén)
- Fiesta Nacional de la Pera (Allen, Río Negro)
- Fiesta Nacional del Aguardiente (Tres Puentes, Catamarca)
- Fiesta Nacional del Carnaval (Esquina, Corrientes)
- Fiesta Nacional del Carnaval de Fronteras (Paso de los Libres, Corrientes)
- Fiesta Nacional de los Jardines (Villa La Angostura, Neuquén)
- Fiesta Nacional del Lúpulo (El Bolsón, Río Negro)
- Fiesta Nacional del Bosque (Lago Puelo, Chubut)
- Fiesta Nacional del Puestero (Junín de los Andes, Neuquén)
- Fiesta Nacional de la Pachamama (Amaicha del Valle,Tucumán)
- Fiesta Nacional del Lago Argentino (El Calafate,Santa Cruz)
- Fiesta Nacional del Carnaval (Ciudad de Buenos Aires)
- Fiesta Nacional del Caballo (San Rafael, Mendoza)
- Fiesta Nacional Serenata a Cafayate (Cafayate, Salta)
- Fiesta Nacional del Melón, la Agricultura y la Producción (Candelaria, San Luis)
- Festival Nacional del Folklore (Pasteur, Buenos Aires)
- Festival Nacional de Música Popular Argentina (Baradero, Buenos Aires)
- Festival Nacional de Tango (Junín, Buenos Aires)
- Fiesta Nacional del Reservado (Pigüé, Buenos Aires)
- Fiesta Nacional de la Lana (Maquinchao, Río Negro)
- Fiesta Nacional del Curanto (Colonia Suiza, Río Negro)
- Fiesta Nacional del Atlántico Sur (Playa Unión, Chubut)
- Festival Nacional de la Cueva de Las Manos (Perito Moreno, Santa Cruz)
- Fiesta Nacional de la Ganadería del Oeste Pampeano (Victorica, La Pampa)
- Festival Nacional de Aguas Blancas (Aluminé, Neuquén)
- Fiesta Nacional de la Cerveza Artesanal (Santa Clara del Mar, Buenos Aires)
- Fiesta Nacional de Destrezas Criollas y Folklore (Rawson, San Juan)

## Marzo

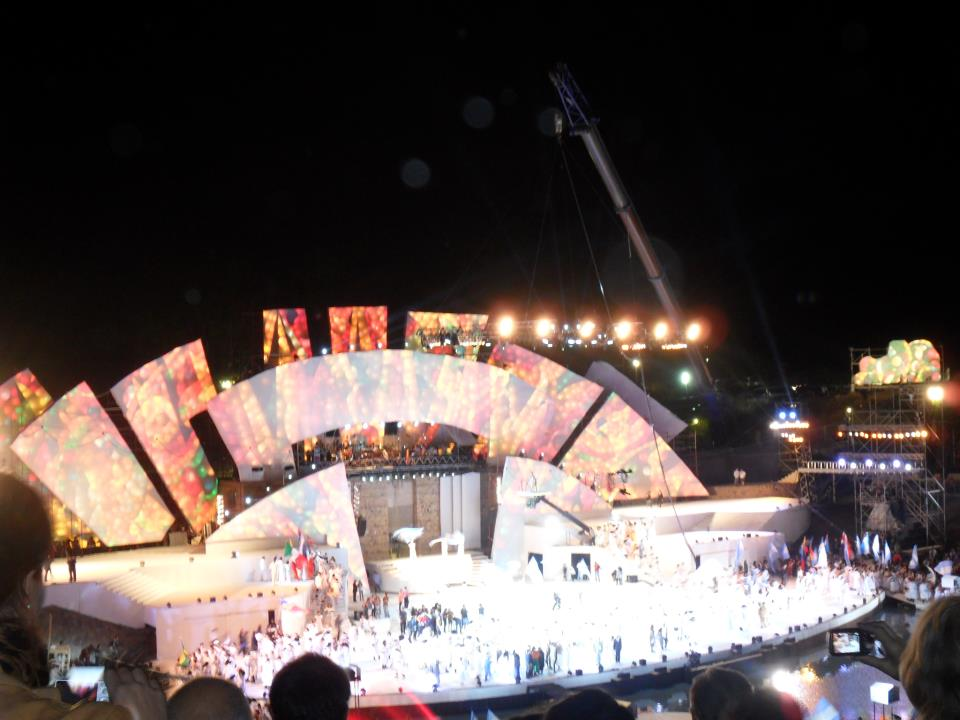
Fiesta Nacional de la Vendimia 2013 (Acto Central)

- Fiesta Nacional de la Guitarra (Dolores, Buenos Aires)
- Festival Nacional de la Zamba (Cerrillos, Salta)
- Fiesta Nacional del Ternero y Día de la Yerra (Ciudad de Ayacucho, Buenos aires)
- Fiesta Nacional de la Vendimia (Mendoza, Mendoza)
- Festival Nacional del Queso (Tres Isletas, Chaco)
- Fiesta Nacional de la Chicha (La Calera, Salta)
- Fiesta Nacional de la Comida al Disco de Arado (Yacanto de Calamuchita, Córdoba)
- Fiesta Nacional de la Manzanilla (Pehuajó, Buenos Aires)
- Fiesta Nacional de la Sagra de la Uva (Colonia Caroya, Córdoba)
- Fiesta Nacional de la Trucha (San Carlos de Bariloche, Río Negro)
- Fiesta Nacional de la Uva y el Vino (Caucete, San Juan)
- Fiesta Nacional de la Actividad Física (Cipolletti, Río Negro)
- Fiesta Nacional del Deporte Náutico (Tigre, Buenos Aires)
- Fiesta Nacional del Pacú (Esquina, Corrientes)
- Fiesta Nacional del Potrillo (Coronel Vidal, Buenos Aires)
- Fiesta Nacional del Tomate y la Producción (Lamarque, Río Negro)
- Fiesta Nacional Semana de Santos Vega (General Lavalle, Buenos Aires)
- Fiesta Nacional Semana Fallera Marplatense (Mar del Plata, Buenos Aires)
- Fiesta Nacional del Ajo (Médanos, Buenos Aires)
- Fiesta Nacional Aniversario de Santa Teresita (Santa Teresita, Partido de La Costa, Buenos Aires)
- Fiesta Nacional del 7 de Marzo (Carmen de Patagones, Buenos Aires)
- Fiesta Nacional del Peón Rural (Paso de Indios, Chubut)
- Festival Nacional del Bonarda (San Martín, Mendoza)
- Fiesta Nacional de la Moto (Pehuajó, Buenos Aires)
- Fiesta Nacional del Antigal (Colalao del Valle, Tucumán)

## Abril
- Fiesta Nacional del Camarón y el Langostino (Ing.White - Bahía Blanca, Buenos Aires)
- Fiesta Nacional del Ternero y Día de la Yerra (Ayacucho, Buenos Aires)(se realizó 9 al 16 de marzo de 2014)
- Fiesta Nacional de la Masa Vienesa (Villa General Belgrano, Córdoba)
- Fiesta Nacional de la Apicultura (Maciá, Entre Ríos)(la 23ª edición se realizó del 17 al 19 de marzo de 2018)
- Fiesta Nacional de la Alfalfa (San Basilio, Córdoba)
- Fiesta Nacional de la Pasta Casera (General Las Heras, Buenos Aires)
- Fiesta Nacional del Pehuén (Aluminé, Neuquén)
- Fiesta Nacional del Chocolate (San Carlos de Bariloche, Río Negro)
- Fiesta Nacional del surubí (Goya,Corrientes) (Se realiza última semana de abril hasta primeros días de mayo)

## Mayo
- Fiesta Nacional de la Ganadería de Zonas Áridas (General Alvear, Mendoza)
- Fiesta Nacional del Montacarguista (Buenos Aires)
- Fiesta Nacional de la Isla y del Habitante Isleño (Belén de Escobar, Buenos Aires)
- Fiesta Nacional de la Mandarina (Chumbicha, Catamarca)
- Fiesta Nacional de la Olivicultura (Aimogasta, La Rioja)
- Fiesta Nacional del Algodón (Presidencia Roque Sáenz Peña, Chaco)
- Fiesta Nacional de la Madera (San Vicente, Misiones)
- Fiesta Nacional del Mondongo y la Torta Frita (Santa Coloma partido de Baradero, Buenos Aires)[3]
- Fiesta Nacional del Kiwi (General Juan Madariaga, Buenos Aires)
- Fiesta Nacional del Oro y la Plata (Puerto San Julián, Santa Cruz)

## Junio
- Fiesta Nacional San Antonio de Padua (San Antonio de Padua, Buenos Aires)
- Fiesta Nacional del Esquí (La Hoya - Esquel, Chubut)
- Fiesta Nacional del Folclore Suizo (San Jerónimo Norte, Santa Fe)
- Fiesta Nacional de la Olimpiada Cultural (Maggiolo, Santa Fe)
- Fiesta Nacional de la Noche más Larga del Año (Ushuaia, Tierra del Fuego)
- Fiesta Nacional de la Miel (Azul, Buenos Aires)
- Fiesta Nacional del Zapallo (Ceres, Santa Fe)
- Fiesta Nacional del Locro (Los Romeros, Córdoba)

## Julio

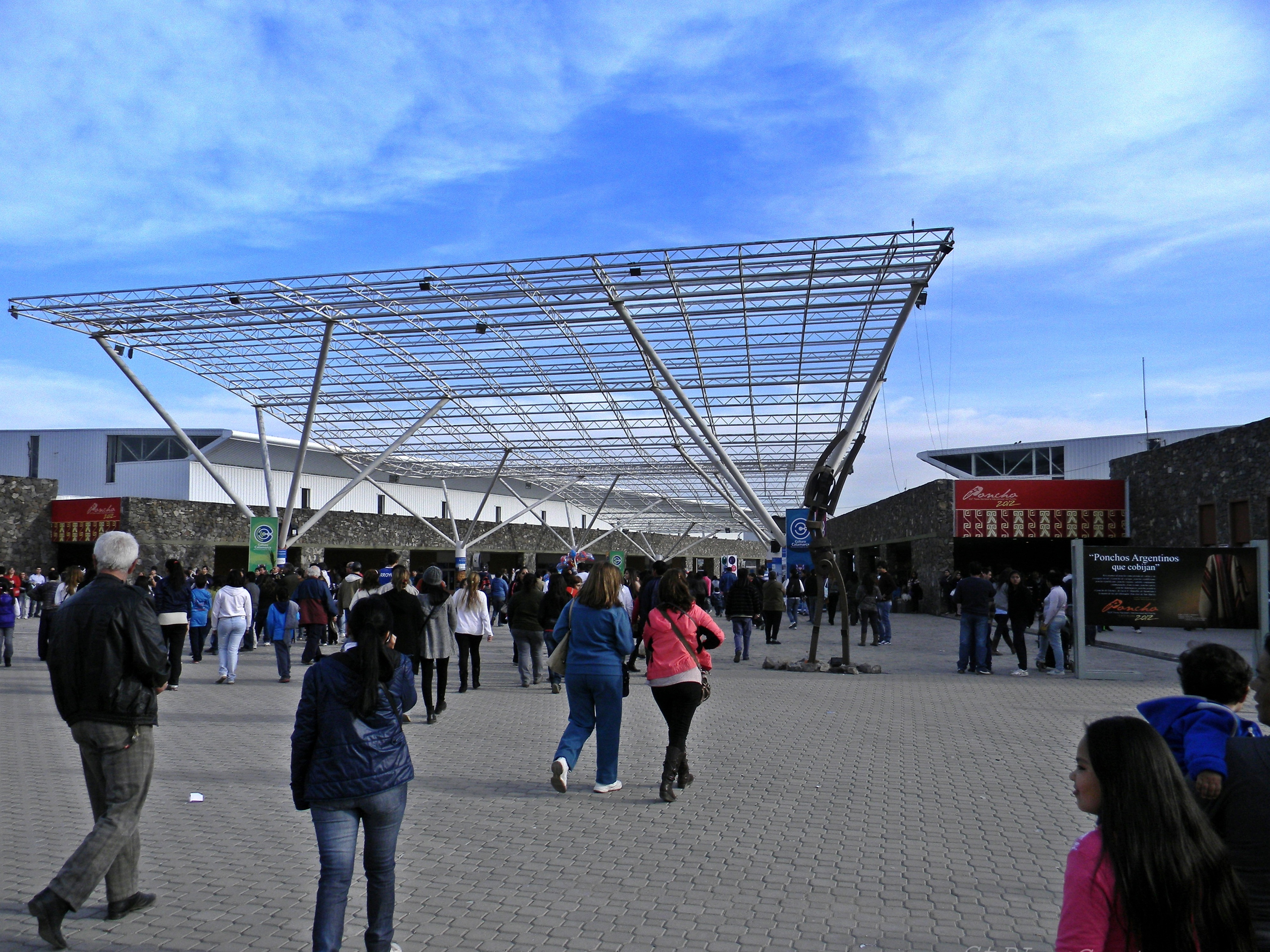
Predio Ferial "Catamarca - Campo Las Heras", sede de la Fiesta Nacional e Internacional de Poncho

- Fiesta Nacional del Pomelo (Laguna Blanca, Formosa)
- Fiesta Nacional de la Pesca del Amarillo (Helvecia, Santa Fe)
- Fiesta Nacional de la Colonización (San José, Entre Ríos)
- Fiesta Nacional e Internacional del Poncho (San Fernando del Valle de Catamarca, Catamarca)
- Festival Nacional del Tomate "(Fraile Pintado, Jujuy)"
- Fiesta Nacional de la Bagna Cauda (Calchín Oeste, Córdoba)
- Fiesta Nacional de la Feria de Simoca (Simoca, Tucumán)
- Fiesta Nacional del Tamal (Chicoana, Salta)
- Fiesta Nacional del Artesano (La Rioja, La Rioja)
- Fiestas Julias Nacionales (Alicia, Córdoba)
- Fiesta Nacional del Maíz y la Cosecha Gruesa (Alcira Gigena, Córdoba)
- Fiesta Nacional del Pimiento (Payogasta, Salta)
- Festival Nacional del Tango de La Falda (La Falda, provincia de Córdoba)
- Fiesta Nacional del Chocolate Alpino (Villa General Belgrano, Córdoba)

## Agosto
- Fiesta Nacional de Los Abuelos (El Abuelazo) - (Villa Carlos Paz, Córdoba)[4]
- Fiesta Nacional de La Pachamama de los Pueblos Andinos (San Antonio de los Cobres, Salta)
- Fiesta Nacional del Maíz (Chacabuco, Buenos Aires)
- Fiesta Nacional de la Nieve (San Carlos de Bariloche, Río Negro)
- Fiesta Nacional del Dorado (Paso de la Patria, Corrientes)
- Fiesta Nacional del Montañés (San Martín de los Andes, Neuquén)
- Festival Nacional de Esculturas de Nieve (Ushuaia, Tierra del Fuego)
- Fiesta Nacional de la Pachamama (Amaicha del Valle, Tucumán)
- Fiesta Nacional del Salame Casero (Oncativo, Córdoba)
- Fiesta Nacional de la Semilla (Venado Tuerto, Santa Fe)
- Fiesta Nacional de la Dulzura (Villa de Merlo, San Luis)
- Fiesta Nacional del Productor Agropecuario (Despeñaderos, Córdoba)
- Fiesta Nacional del Postre (Balcarce, Buenos Aires)
- Fiesta Nacional de la Ensaimada Mallorquina San Pedro (Buenos Aires)

## Septiembre

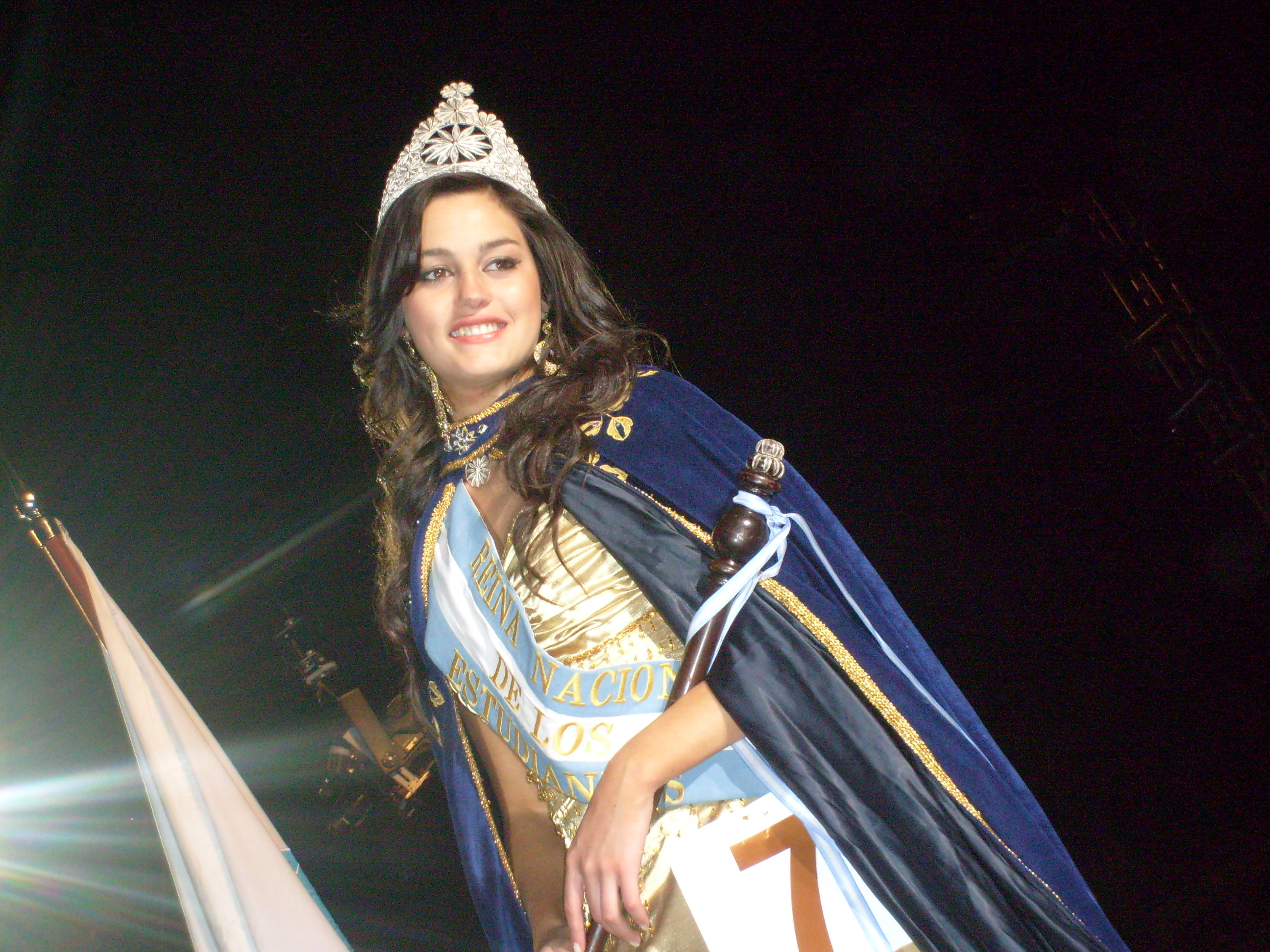
Elección Reina Nacional en el año 2008, María Pilar Jiménez, Reina Nacional de los Estudiantes 2008-2009.

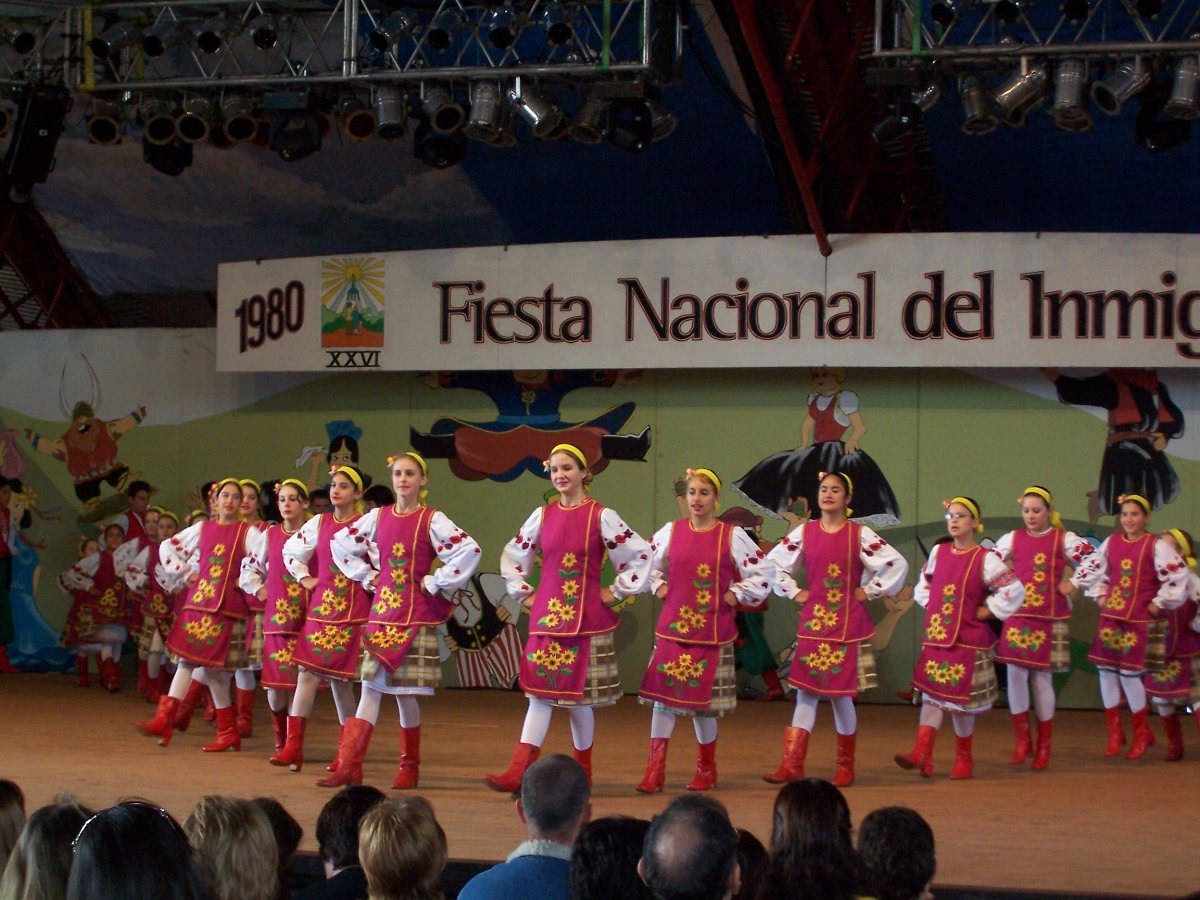
La Fiesta Nacional del Inmigrante, en Oberá Misiones, permite que las colectividades muestren sus costumbres y tradiciones. Hay desfiles cívicos, bailes y espectáculos de distinto tipo.

- Fiesta Nacional de la Provenzal (Ciudad de Buenos Aires)
- Fiesta Nacional del Contratista Rural (Alcira Gigena, Córdoba)
- Fiesta Nacional de la Agricultura (Esperanza, Santa Fe)
- Fiesta Nacional de la Empanada (Famaillá, Tucumán)
- Fiesta Nacional de la Flor (Belén de Escobar, Buenos Aires)
- Fiesta Nacional de la Primavera (Monte Hermoso, Buenos Aires)
- Fiesta Nacional Juvenil de Teatro (Pico Truncado, Santa Cruz)
- Fiesta Nacional de los Estudiantes (San Salvador de Jujuy, Jujuy)
- Fiesta Nacional de la Cosechadora ( San Vicente, Santa Fe )
- Fiesta Nacional del Agricultor (Sampacho, Córdoba)
- Fiesta Nacional del Ave de Raza (Rauch, Buenos Aires)
- Fiesta Nacional del Inmigrante (Oberá, Misiones)
- Fiesta Nacional Las 6 Horas del Pejerrey (Puerto San Antonio Este, Río Negro)
- Fiesta Nacional del Salame Quintero (Mercedes, Buenos Aires)
- Fiesta Nacional de la Siembra Directa (Monte Buey, Córdoba)
- Fiesta Nacional del Oro Dulce (Casilda, Santa Fe)
- Fiesta Nacional del Mate (Colonia Italiana, Córdoba)
- Fiesta Nacional de las Comunidades Extranjeras (Comodoro Rivadavia, Chubut)

## Octubre

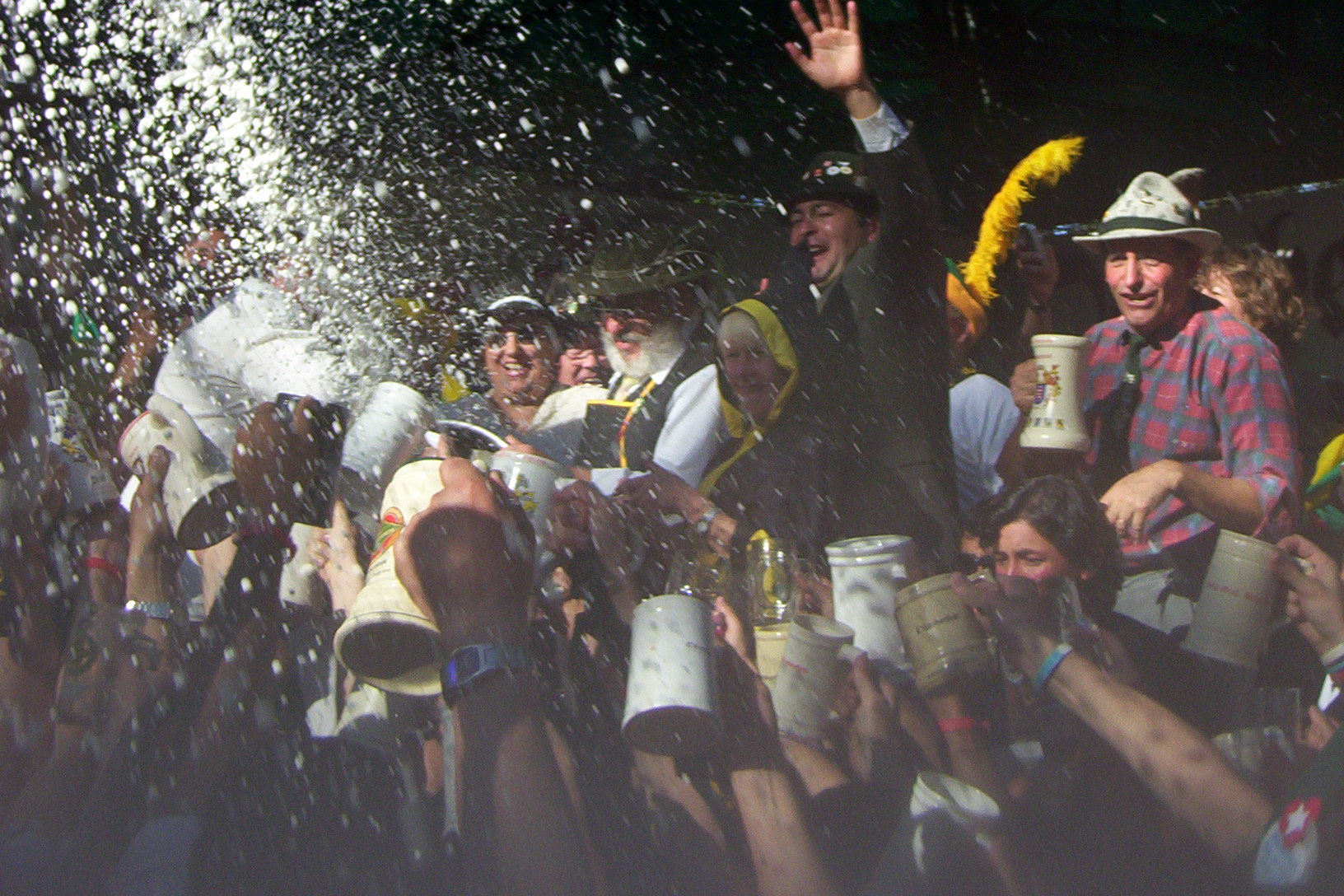
La Fiesta Nacional de la Cerveza en (Villa General Belgrano, Córdoba.

- Fiesta Nacional de la Corvina Negra (Mar Del Plata, Buenos Aires)
- Fiesta Nacional de la Cerveza (Villa General Belgrano, Córdoba)
- Fiesta Nacional de la Danza (Corrientes, Corrientes)
- Fiesta Nacional del Jinete y el Caballo (Luis Beltrán, Río Negro)
- Fiesta Nacional de la Ganadería (Rufino, Santa Fe)
- Fiesta Nacional del Caballo (Bragado, Buenos Aires)
- Fiesta Nacional de la Orquídea (Montecarlo, Misiones)
- Fiesta Nacional de la Ordeñadora (El Trébol, Santa Fe)
- Fiesta Nacional de la horticultura (Santa Lucía,Corrientes)
- Fiesta Nacional de la Soja (Arequito, Santa Fe)
- Fiesta Nacional de la Diversidad Cultural (Villa Gesell, Buenos Aires)
- Fiesta Nacional de los Productores de Miel (San Jorge, Santa Fe)
- Fiesta Nacional del Alfajor Cordobés (La Falda, Córdoba)
- Fiesta Nacional del Fútbol Infantil (Sunchales, Santa Fe)
- Fiesta Nacional del Maní (enlace roto disponible en Internet Archive; véase el historial, la primera versión y la última).(Hernando, Córdoba)
- Fiesta Nacional del Vino Torrontés (Cafayate, Salta)
- Fiesta Nacional del Porcino (Chañar Ladeado, Sante Fe)
- Fiesta Nacional del Producto Lácteo (Arroyo Cabral, Córdoba)
- Fiesta Nacional de la Yerba Mate (Apóstoles, Misiones)
- Fiesta Nacional del Canasto (Termas de Río Hondo, Santiago del Estero)
- Fiesta Nacional de la Carreta y los 101 Chivos (Carpintería, San Luis)
- Fiesta Nacional de Carrozas Estudiantiles (Gualeguaychú, Entre Ríos)

## Noviembre

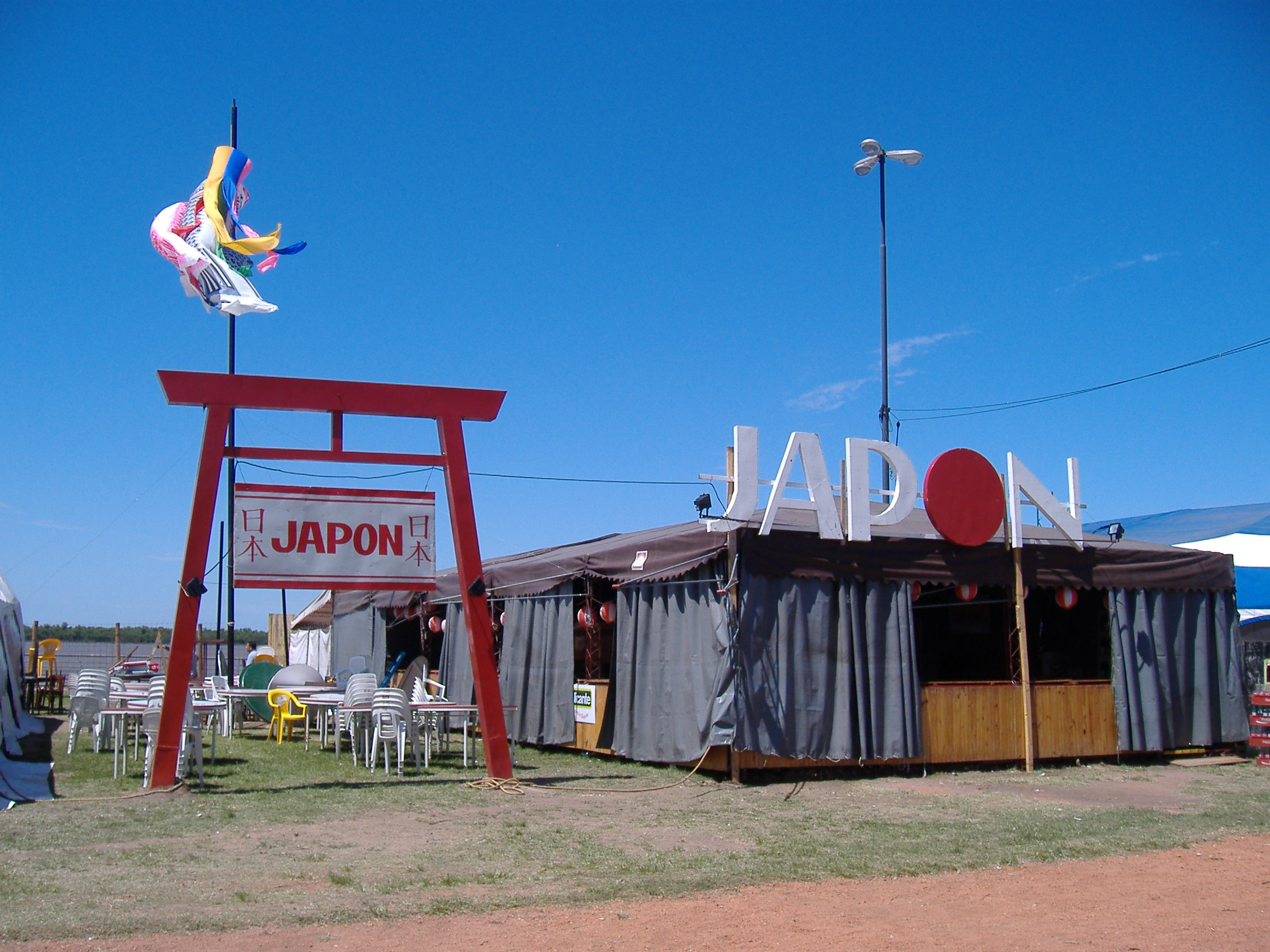
El Encuentro y Fiesta Nacional de Colectividades es un evento cultural celebrado anualmente en Rosario. Reúne una muestra de la diversidad de culturas de las muchas comunidades de inmigrantes que viven en la región.

- Fiesta Nacional de la Pelota de Fútbol (Bell Ville , Córdoba)
- Fiesta Nacional del Arroz (San Salvador, Entre Ríos)
- Fiesta Nacional del Bombo (Frías, Santiago del Estero)
- Fiesta Nacional Encuentro de Colectividades (Rosario, Santa Fe)
- Fiesta Nacional de la Corvina Rubia (Mar de Ajó, Buenos Aires)
- Fiesta Nacional de la Frutilla (Coronda, Santa Fe)
- Fiesta Nacional de la Música del Litoral (Posadas, Misiones)
- Fiesta Nacional de la Tradición (San Antonio de Areco, Buenos Aires)
- Fiesta Nacional de la Tradición (San José de Jáchal, San Juan)
- Fiesta Nacional de la Trucha (Junín de los Andes, Neuquén)
- Fiesta Nacional de la Yerba Mate (Apóstoles, Misiones)
- Fiesta Nacional de las Artesanías Criollas (Cañada Rosquín, Santa Fe)
- Fiesta Nacional del Chivito, la Danza y la Canción (Chos Malal, Neuquén)
- Fiesta Nacional del Caballo (San Cristóbal, Santa Fe)
- Fiesta Nacional del Limón (Tafí Viejo, Tucumán)
- Fiesta Nacional del Sorgo y la Cosecha Gruesa (Freyre, Córdoba)
- Fiesta Nacional del Sulky (Simoca, Tucumán)
- Fiesta Nacional de la Naranja (Bella Vista, Corrientes)
- Fiesta Nacional del Chicharrón "(Presidencia De La Plaza, Chaco)"
- Fiesta del turismo y el vino (San Rafael, Mendoza)
- Fiesta Nacional del Arándano (La Criolla, Entre Ríos)
- Festival Nacional del Torrontés Riojano (Chilecito, La Rioja)
- Fiesta Nacional del Ferroviario (Laguna Paiva, Santa Fe)
- Fiesta Nacional del Asado con Cuero (Viale, Entre Ríos)
- Fiesta Nacional de la Dulce Ciudad del País (Arroyito, Córdoba)
- Fiesta Nacional de la Avicultura#FNA( Crespo,Entre Ríos)

## Diciembre

Romina Gianola, 12° Reina socional del Sol y la Amistad, 2010/2011

- Fiesta Nacional de la Trilla Tradicional (Santa Anita, Entre Ríos)
- Fiesta Nacional del Sol y la Amistad (Coronel Arnold, Santa Fe)
- Fiesta Nacional de la Avicultura (Crespo, Entre Ríos)
- Fiesta Nacional de la Calle Angosta (Villa Mercedes, San Luis)
- Fiestival Nacional de la Amistad y el Reencuentro[5] (Conscripto Bernardi, Entre Ríos)
- Fiesta Nacional de la Caña de Azúcar (Aguilares, Tucumán)
- Fiesta Nacional de la Citricultura (Concordia, Entre Ríos)
- Fiesta Nacional de la Leche (Totoras, Santa Fe)
- Fiesta Nacional de la Navidad Cordillerana (San Martín de los Andes, Neuquén)
- Fiesta Nacional de Santa Lucía (Santa Lucía, San Juan)
- Fiesta Nacional del Carbón (Río Turbio, Santa Cruz)
- Fiesta Nacional del Gaucho (General Madariaga, Buenos Aires)
- Fiesta Nacional del Petróleo (Comodoro Rivadavia, Chubut)
- Fiesta Nacional del Sol y la Familia (San Bernardo, Buenos Aires)
- Festival Nacional de Doma y Folclore (Olavarría, Buenos Aires)
- Fiesta Nacional del Durazno (Mercedes, Buenos Aires)
- Festival Nacional de la Navidad Gaucha (Oliva, Córdoba).
- Fiesta Nacional de la Navidad del Litoral (Leandro N. Alem, Misiones)
- Fiesta Nacional de la Colectividad Alemana (Crespo, Entre Ríos)